# Phélipeaux und Pontchartrain

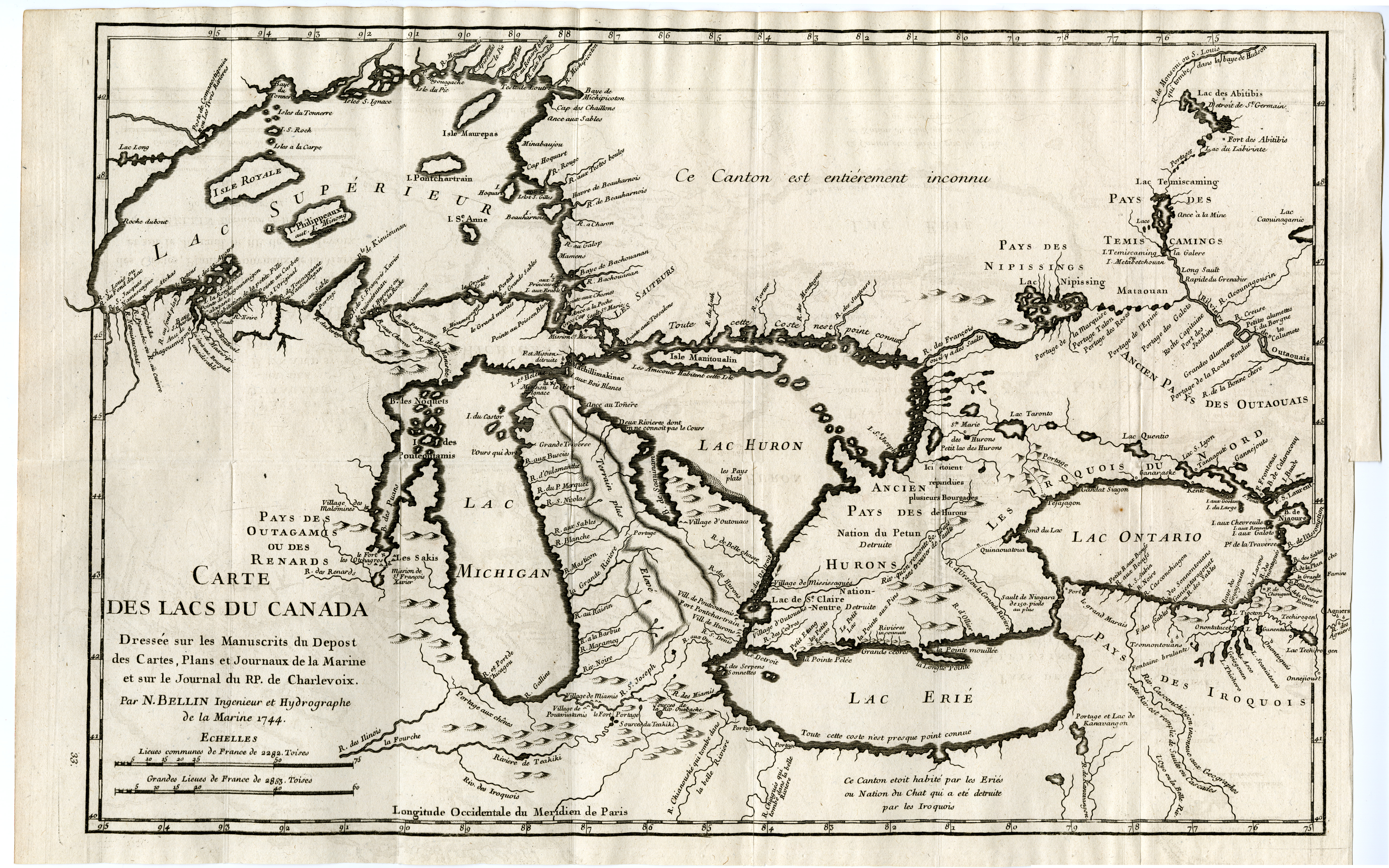
Bellin-Karte der Großen Seen von 1744

Phélipeaux (auch: Phelipeaux, Philipeaux oder Philippaux) und Pontchartrain waren zwei Phantominseln im Oberen See, die 1744 erstmals auf einer Landkarte des Pariser Kartografen Jacques-Nicolas Bellin erschienen.
Später wurden sie von anderen Kartographen übernommen, so auch 1755 von John Mitchell. Diese so genannte Mitchell-Karte war 1783 bei den Friedensverhandlungen von Paris die Grundlage für die künftige Grenzziehung zwischen den USA und dem britischen Kanada. Demnach wurde Phélipeaux den USA zugeschlagen, Pontchartrain der britischen Krone.
Die beiden Inseln, die nur wenig kleiner als die tatsächlich existierende Isle Royale dargestellt wurden, konnten von späteren Expeditionen nicht gefunden werden und verschwanden ab 1824 von den Landkarten. Heute wird vermutet, dass Bellin die Inseln zur Ehrung seines Gönners Louis Phélypeaux, Graf von Maurepas und Pontchartrain, frei erfunden hat.